# سبينس كالدويل
سبينس كالدويل هو شخصية أعمال كندي، ولد في 1909 في ريجاينا في كندا، وتوفي في 10 ديسمبر 1983 بسبب حادث مرور.